# San Quilico (Montilati)

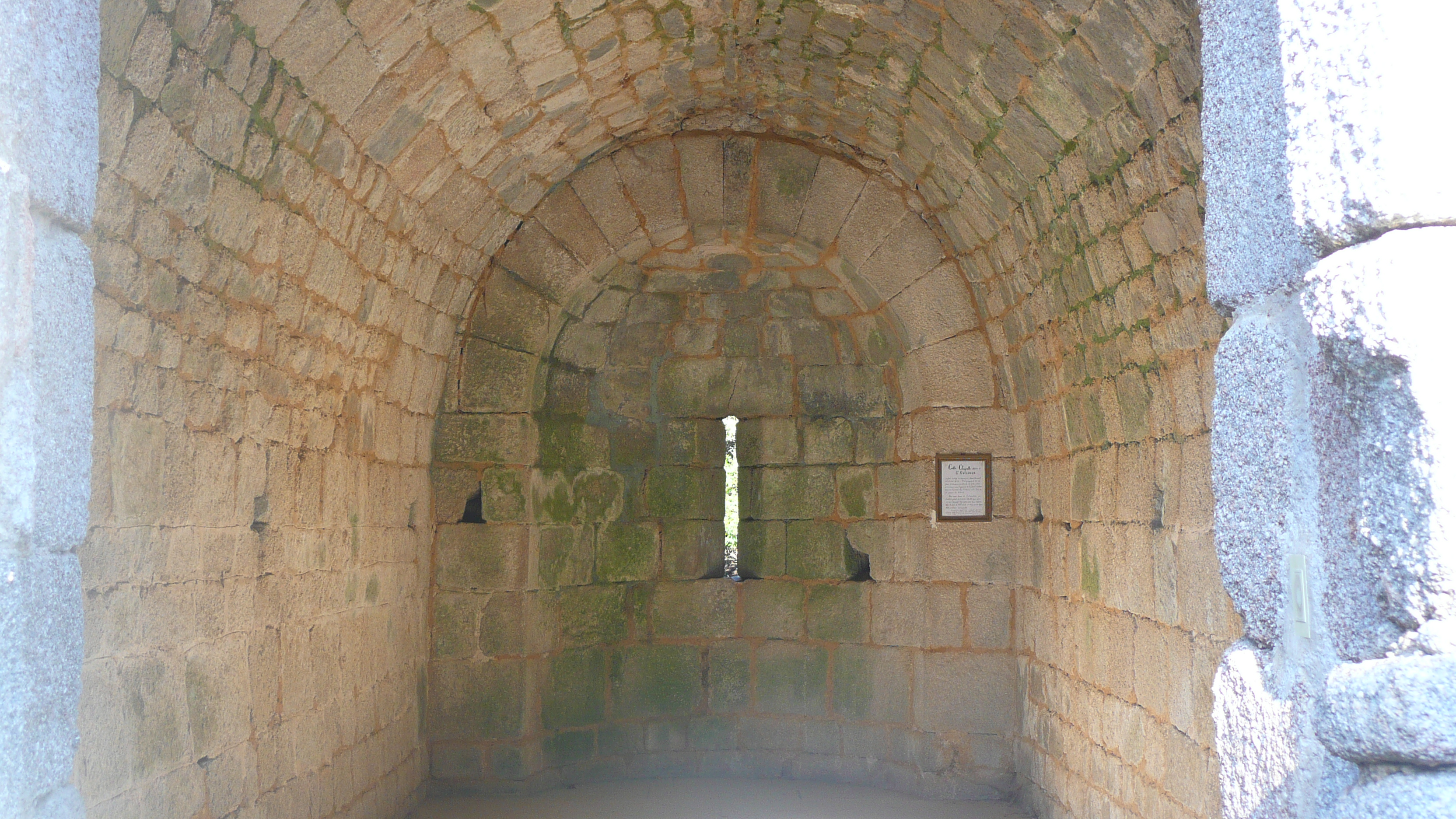
Blick ins Innere der Kapelle

Die Kapelle San Quilico von Montilati liegt in der Gemeinde Figari im Arrondissement Sartène im Département Corse-du-Sud auf Korsika. Der Weiler Montilati, nördlich von Figari gelegen, ist von der D 859 aus zu erreichen. Das Gotteshaus ist seit 1977 als Monument historique klassifiziert.
Die schmucklose einschiffige kleine Kapelle (7,45 m lang) wurde Ende des 12. Jahrhunderts erbaut und ist eventuell eine Herrenstiftung. Das 3,1 m breite Tonnengewölbe ist eine architektonische Rarität unter Korsikas romanischen Kirchen.

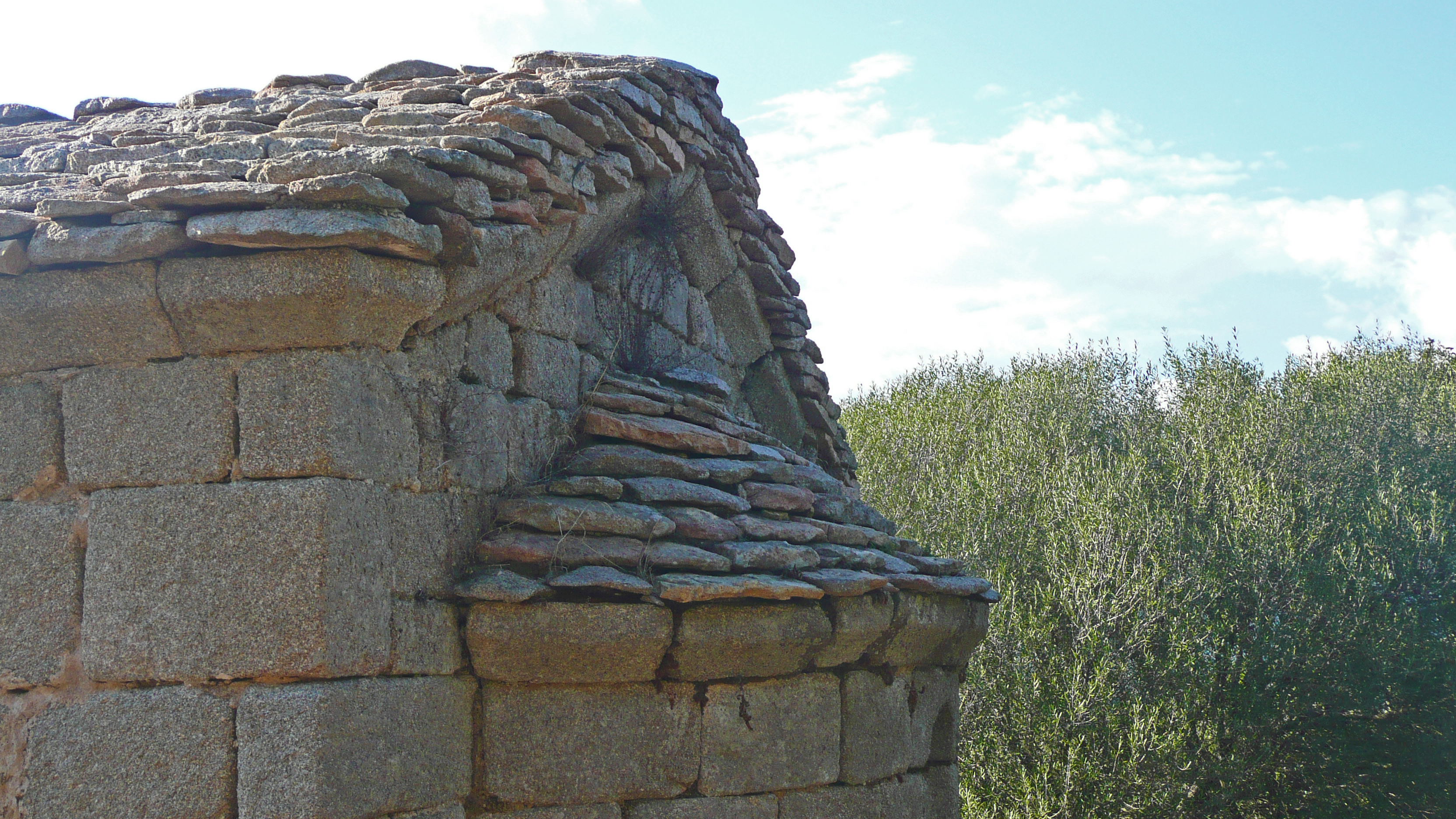
Dachbedeckung mit Granitschindeln

Die grauen Mauern aus Granitquadern sind kahl und fensterlos. Das Dach ist mit ursprünglichen flachen Granitschindeln (sogenannten teghie) bedeckt, zwischen denen allerhand Pflanzen herauswachsen. Nur die Apsis besitzt in der Mitte ein schießschartenartiges Fenster, das den Innenraum kaum erhellt. Das hohe schmale Portal besteht lediglich aus einem Halbkreisbogen ohne Türsturz und ohne Türbogenfeld. Die schlichte Architektur setzt sich in einem umlaufende Bandgesimse entlang des Dachrandes fort.
Im Norden Korsikas gibt es noch eine weitere Kapelle, die San Quilico (korsisch Quiliciu) geweiht ist. San Quilico de Cambia stammt aus dem 13. Jahrhundert und steht in Cambia in der Castagniccia im Département Haute-Corse.